# (2812) Scaltriti
(2812) Scaltriti es un asteroide perteneciente al cinturón de asteroides, descubierto el 30 de marzo de 1981 por Edward Bowell desde la Estación Anderson Mesa (condado de Coconino, cerca de Flagstaff, Arizona, Estados Unidos).

## Designación y nombre
Designado provisionalmente como 1981 FN. Fue nombrado Scaltriti en honor al astrónomo italiano Franco Scaltriti.